# Persone di nome François
| Questa pagina contiene informazioni ricavate automaticamente dalle voci biografiche con l'ausilio del template Bio e di un bot. L'aggiornamento è periodico e automatico e ricostruisce completamente la pagina. Se manca una persona in questa lista, sei pregato di non aggiungerla, ma accertati piuttosto che la sua voce biografica contenga il template Bio e che i dati anagrafici siano correttamente compilati. Se il template Bio manca, inseriscilo tu stesso o, in alternativa, metti l'avviso {{tmp\|Bio}} che ne segnala la mancanza. Se i dati riportati sono sbagliati, correggi direttamente la voce biografica; le modifiche saranno visibili in questa lista entro pochi giorni. Per chiarimenti vedi il progetto antroponimi. La lista contiene solo le 583 persone che sono citate nell'enciclopedia e per le quali è stato implementato correttamente il template Bio. Pagina aggiornata al 6 ago 2025. |

Questa è una lista di persone presenti nell'enciclopedia che hanno il nome François, suddivise per attività principale.

## Abati(1)
- François Simonet de Coulmier, abate, psicoterapeuta e politico francese (Digione, n. 1741 - † 1818)

## Allenatori di calcio(6)
- François Bracci, allenatore di calcio e calciatore francese (Beinheim, n. 1951 - Alès, † 2023)
- François Brisson, allenatore di calcio e ex calciatore francese (Saintes, n. 1958)
- François Ciccolini, allenatore di calcio e ex calciatore francese (Cozzano, n. 1962)
- François Demol, allenatore di calcio e calciatore belga (Beersel, n. 1895 - † 1966)
- François Omam-Biyik, allenatore di calcio e ex calciatore camerunese (Sackbayémé, n. 1966)
- François Zahoui, allenatore di calcio e ex calciatore ivoriano (Treichville, n. 1961)

## Allenatori di pallacanestro(1)
- François Peronnet, allenatore di pallacanestro francese (Chaumont, n. 1973)

## Allenatori di pallavolo(1)
- François Salvagni, allenatore di pallavolo italiano (Bologna, n. 1971)

## Ambasciatori(1)
- François Savary de Brèves, ambasciatore e orientalista francese (Parigi, n. 1560 - Parigi, † 1628)

## Ammiragli(5)
- François Joseph Bouvet de Précourt, ammiraglio francese (Lorient, n. 1753 - Brest, † 1832)
- François de Bricqueville, ammiraglio francese (Parigi, † 1746)
- François Darlan, ammiraglio e politico francese (Nérac, n. 1881 - Algeri, † 1942)
- François Joseph Paul de Grasse, ammiraglio francese (Le Bar-sur-Loup, n. 1722 - Tilly, † 1788)
- François Étienne de Rosily-Mesros, ammiraglio francese (Brest, n. 1748 - Parigi, † 1832)

## Anarchici(2)
- Raymond Callemin, anarchico belga (Bruxelles, n. 1890 - Parigi, † 1913)
- Ravachol, anarchico francese (Saint-Chamond, n. 1859 - Montbrison, † 1892)

## Antropologi(1)
- François Bizot, antropologo e scrittore canadese (Nancy, n. 1940)

## Arbitri di calcio(1)
- François Letexier, arbitro di calcio francese (Bédée, n. 1989)

## Architetti(12)
- François Barreau de Chefdeville, architetto francese (Parigi, n. 1725 - † 1765)
- François Burkhardt, architetto e docente svizzero (Winterthur, n. 1936)
- François Carlier, architetto francese (Parigi, n. 1707 - Bayonne, † 1760)
- François Cointeraux, architetto francese (Lione, n. 1740 - Parigi, † 1830)
- François de Cuvilliés il Vecchio, architetto, scultore e stuccatore belga (Soignies, n. 1695 - Monaco di Baviera, † 1768)
- François de Cuvilliés il Giovane, architetto e incisore tedesco (Monaco di Baviera, n. 1731 - Monaco di Baviera, † 1777)
- François Debret, architetto francese (Parigi, n. 1777 - Parigi, † 1850)
- François Derand, architetto e gesuita francese (Vic-sur-Seille - Agde, † 1644)
- François Garas, architetto francese (Saint-Chamond, n. 1866 - Saint-Chamond, † 1925)
- François Le Vau, architetto francese (Parigi, n. 1613 - Parigi, † 1676)
- François Mansart, architetto francese (Parigi, n. 1598 - Parigi, † 1666)
- François d'Orbay, architetto e incisore francese (Parigi, n. 1634 - Parigi, † 1697)

## Arcivescovi cattolici(10)
- François de Harlay de Champvallon, arcivescovo cattolico francese (Parigi, n. 1625 - Parigi, † 1695)
- François Fonlupt, arcivescovo cattolico francese (Allègre, n. 1954)
- François Kalist, arcivescovo cattolico francese (Bourges, n. 1958)
- François Xavier Lê Văn Hồng, arcivescovo cattolico vietnamita (Trí Bưu, n. 1940)
- François-Antoine-Marie de Méan, arcivescovo cattolico belga (Saive, n. 1756 - Malines, † 1831)
- François-Paul de Neufville de Villeroy, arcivescovo cattolico francese (Versailles, n. 1677 - Lione, † 1731)
- François de Bovet, arcivescovo cattolico francese (Grenoble, n. 1745 - Parigi, † 1830)
- François de Harlay de Champvallon, arcivescovo cattolico, teologo e scrittore francese (Parigi, n. 1586 - Gaillon, † 1653)
- François de Pierre de Bernis, arcivescovo cattolico e politico francese (Nîmes, n. 1752 - Parigi, † 1823)
- François de Rouxel de Médavy, arcivescovo cattolico francese (Médavy, n. 1604 - Grancey-le-Château-Neuvelle, † 1691)

## Arrampicatori(2)
- François Legrand, arrampicatore francese (Grenoble, n. 1970)
- François Petit, arrampicatore francese (Albertville, n. 1975)

## Arrangiatori(1)
- François Rauber, arrangiatore, compositore e direttore d'orchestra francese (Neufchâteau, n. 1933 - Parigi, † 2003)

## Artisti(1)
- François Chédeville, artista e artigiano francese (Parigi, n. 1740 - Monaco di Baviera, † 1820)

## Assassini seriali(1)
- François Verove, serial killer e poliziotto francese (Gravelines, n. 1962 - Le Grau-du-Roi, † 2021)

## Astisti(1)
- François Tracanelli, ex astista francese (Udine, n. 1951)

## Astronomi(5)
- François Colas, astronomo francese
- François Dossin, astronomo belga (n. 1927 - † 1998)
- François Gonnessiat, astronomo francese (Nurieux-Volognat, n. 1856 - Algeri, † 1934)
- François Kugel, astronomo francese (n. 1959)
- Félix Tisserand, astronomo francese (Nuits-Saint-Georges, n. 1845 - Parigi, † 1896)

## Attori(14)
- François Arnaud, attore canadese (Montréal, n. 1985)
- François Berléand, attore francese (Parigi, n. 1952)
- François Chau, attore cambogiano (Phnom Penh, n. 1959)
- François Chaumette, attore francese (Parigi, n. 1923 - Parigi, † 1996)
- François Civil, attore francese (Parigi, n. 1990)
- François Clerc, attore francese (Montélimar, † 1952)
- François Cluzet, attore francese (Parigi, n. 1955)
- François Goeske, attore e musicista francese (Saint-Doulchard, n. 1989)
- François Jules Edmond Got, attore francese (Lignerolles, n. 1822 - Parigi, † 1901)
- François Maistre, attore francese (Demigny, n. 1925 - Sevran, † 2016)
- François Périer, attore francese (Parigi, n. 1919 - Parigi, † 2002)
- François Petit, attore francese (Lione, n. 1951)
- Fernand Rivers, attore, regista e produttore cinematografico francese (Saint-Lager, n. 1879 - Nizza, † 1960)
- Frank Villard, attore francese (Saint-Jean-d'Angély, n. 1917 - Ginevra, † 1980)

## Attori pornografici(1)
- François Sagat, attore pornografico francese (Cognac, n. 1979)

## Aviatori(1)
- François de Geoffre, aviatore, militare e scrittore francese (Parigi, n. 1917 - Alicante, † 1970)

## Avvocati(2)
- François Andrieux, avvocato, poeta e drammaturgo francese (Strasburgo, n. 1759 - Parigi, † 1833)
- François Carquet, avvocato e politico francese (Moûtiers, n. 1810 - Parigi, † 1891)

## Banchieri(3)
- François Cabarrus, banchiere e politico spagnolo (Bayonne, n. 1752 - Siviglia, † 1810)
- François Pérol, banchiere francese (Le Creusot, n. 1963)
- François Villeroy de Galhau, banchiere, funzionario e dirigente d'azienda francese (Strasburgo, n. 1959)

## Baritoni(1)
- François Lays, baritono e tenore francese (La Barthe-de-Neste, n. 1758 - Ingrandes, † 1831)

## Bassisti(1)
- François Even, bassista francese (n. 1972)

## Biblisti(1)
- François Bovon, biblista svizzero (Losanna, n. 1938 - Aubonne, † 2013)

## Biologi(1)
- François Jacob, biologo francese (Nancy, n. 1920 - Parigi, † 2013)

## Botanici(5)
- François Bonamy, botanico e medico francese (Nantes, n. 1710 - Nantes, † 1786)
- François Crépin, botanico e paleontologo belga (Rochefort, n. 1830 - Bruxelles, † 1903)
- François Gagnepain, botanico francese (Raveau, n. 1866 - Cannes, † 1952)
- François Victor Mérat de Vaumartoise, botanico, micologo e medico francese (Parigi, n. 1780 - Parigi, † 1851)
- François Palamède de Suffren, botanico francese (Salon-de-Provence, n. 1753 - Salon-de-Provence, † 1824)

## Calciatori(34)
- François Affolter, ex calciatore svizzero (Bienne, n. 1991)
- François Bellugou, ex calciatore francese (Prades, n. 1987)
- François Bourbotte, calciatore francese (Loison-sous-Lens, n. 1913 - Beaurains, † 1972)
- François Clerc, ex calciatore francese (Bourg-en-Bresse, n. 1983)
- François Denis, ex calciatore francese (Saint-Nazaire, n. 1964)
- François Devries, calciatore belga (Anversa, n. 1913 - † 1972)
- Frans Dogaer, calciatore belga (n. 1897 - † 1926)
- François Dulysse, calciatore statunitense (Lexington, n. 1999)
- François Félix, ex calciatore francese (Viviers, n. 1949)
- François Grenet, ex calciatore francese (Bordeaux, n. 1975)
- François Heutte, ex calciatore francese (Chaumont-en-Vexin, n. 1938)
- François Hugues, calciatore francese (Parigi, n. 1896 - Levallois-Perret, † 1965)
- Frans Janssens, calciatore belga (Turnhout, n. 1945 - Lier, † 2024)
- François Kamano, calciatore guineano (Conakry, n. 1996)
- François Menno Knoote, calciatore olandese (L'Aia, n. 1879 - L'Aia, † 1947)
- François Konter, calciatore lussemburghese (Lasauvage, n. 1934 - † 2018)
- François Langers, calciatore lussemburghese (Esch-sur-Alzette, n. 1896 - Esch-sur-Alzette, † 1929)
- François Ludo, calciatore francese (Rouvroy, n. 1930 - Lens, † 1992)
- François M'Pelé, ex calciatore congolese (Repubblica del Congo) (Brazzaville, n. 1947)
- François Marque, ex calciatore francese (Troyes, n. 1983)
- François Marquet, calciatore belga (Theux, n. 1995)
- François Mercier, calciatore francese (Palavas-les-Flots, n. 1916 - † 1996)
- François Milazzo, calciatore francese (Meknès, n. 1934 - Marsiglia, † 1967)
- François Moubandje, ex calciatore camerunese (Douala, n. 1990)
- François Müller, calciatore lussemburghese (n. 1927 - † 1999)
- François Ndoumbé, ex calciatore camerunese (n. 1954)
- François Philippe, calciatore francese (Penhars, n. 1930 - Quimper, † 2001)
- François Remetter, calciatore francese (Strasburgo, n. 1928 - Strasburgo, † 2022)
- François Sakama, calciatore vanuatuano (n. 1987)
- Pantxi Sirieix, ex calciatore francese (Bordeaux, n. 1980)
- François Sterchele, calciatore belga (Liegi, n. 1982 - Vrasene, † 2008)
- François Van der Elst, calciatore belga (Lokeren, n. 1954 - Aalst, † 2017)
- François Vasse, calciatore francese (Croisilles, n. 1907 - Ficheux, † 1974)
- François Weber, calciatore lussemburghese (Lussemburgo - Lussemburgo, † 1961)

## Canottieri(2)
- François Brandt, canottiere olandese (Zoeterwoude, n. 1874 - Naarden, † 1949)
- François Vergucht, canottiere belga (Saint-Josse-ten-Noode, n. 1885 - Gand, † 1944)

## Cantanti(1)
- François Deguelt, cantante francese (Tarbes, n. 1932 - Vidauban, † 2014)

## Cantautori(1)
- François Hadji-Lazaro, cantautore, polistrumentista e attore francese (Parigi, n. 1956 - Parigi, † 2023)

## Cardinali(8)
- François Guillaume de Castelnau-Clermont-Ludève, cardinale e arcivescovo cattolico francese (Clermont, n. 1480 - Avignone, † 1541)
- François de Joyeuse, cardinale e arcivescovo cattolico francese (Carcassonne, n. 1562 - Avignone, † 1615)
- François de La Rochefoucauld, cardinale e vescovo cattolico francese (Parigi, n. 1558 - Parigi, † 1645)
- François de Mailly, cardinale e arcivescovo cattolico francese (Parigi, n. 1658 - Saint-Thierry, † 1721)
- Armand II de Rohan-Soubise, cardinale, vescovo cattolico e abate francese (Parigi, n. 1717 - Saverne, † 1756)
- François d'Escoubleau de Sourdis, cardinale e arcivescovo cattolico francese (Thouars, n. 1574 - Bordeaux, † 1628)
- François II de Tournon, cardinale e politico francese (Castello di Tournon, n. 1489 - Saint-Germain-en-Laye, † 1562)
- François de Meez, cardinale e vescovo cattolico francese (Francia - Ginevra, † 1444)

## Cavalieri(4)
- François Baucher, cavaliere francese (Versailles, n. 1796 - † 1873)
- François Robichon de La Guérinière, cavaliere francese (Essay, n. 1688 - Parigi, † 1751)
- Xavier Lesage, cavaliere francese (Moret-sur-Loing, n. 1885 - Gisors, † 1968)
- François Mathy, cavaliere belga (n. 1944)

## Cestisti(4)
- François Affia Ambadiang, cestista camerunese (Ombessa, n. 1993)
- François De Pauw, cestista belga (Uccle, n. 1926 - † 2009)
- François Naoueyama, ex cestista centrafricano (n. 1957)
- François Rudler, cestista francese (Vieux-Thann, n. 1910 - Fréjus, † 1984)

## Chimici(3)
- François Diederich, chimico lussemburghese (Ettelbruck, n. 1952 - Zurigo, † 2020)
- Victor Grignard, chimico francese (Cherbourg, n. 1871 - Lione, † 1935)
- Anselme Payen, chimico francese (Parigi, n. 1795 - Parigi, † 1871)

## Chirurghi(1)
- François Chopart, chirurgo francese (Parigi, n. 1743 - Parigi, † 1795)

## Chitarristi(1)
- François Luambo Makiadi, chitarrista, cantante e compositore della Repubblica Democratica del Congo (n. 1938 - † 1989)

## Ciclisti su strada(10)
- François Adam, ciclista su strada e ciclocrossista belga (Stockay-Saint Georges, n. 1911 - Amay, † 2002)
- François Bidard, ex ciclista su strada francese (Lonlay-l'Abbaye, n. 1992)
- François Faber, ciclista su strada lussemburghese (Aulnay-sur-Iton, n. 1887 - Carency, † 1915)
- François Gardier, ciclista su strada belga (Aywaille, n. 1903 - Seraing, † 1971)
- François Lemarchand, ex ciclista su strada francese (Livarot, n. 1960)
- François Mahé, ciclista su strada francese (Arradon, n. 1930 - Hyères, † 2015)
- François Parisien, ex ciclista su strada canadese (Repentigny, n. 1982)
- Frans Schoubben, ciclista su strada belga (Tongeren, n. 1933 - Tongeren, † 1997)
- François Simon, ex ciclista su strada e ciclocrossista francese (Troyes, n. 1968)
- Frans Van Looy, ciclista su strada e dirigente sportivo belga (Merksem, n. 1950 - † 2019)

## Circensi(1)
- François Bidel, circense francese (Rouen, n. 1839 - Asnières-sur-Seine, † 1909)

## Clavicembalisti(2)
- François d'Agincourt, clavicembalista, organista e compositore francese (Rouen, n. 1683 - Rouen, † 1759)
- Charles Dieupart, clavicembalista, violinista e musicista francese (Parigi, n. 1676 - Saint-Germain-sur-École, † 1751)

## Combinatisti nordici(1)
- François Braud, ex combinatista nordico francese (Pontarlier, n. 1986)

## Comici(1)
- François Damiens, comico e attore belga (Uccle, n. 1973)

## Compositori(12)
- François Andrieu, compositore francese († 1380)
- François Bayle, compositore francese (Tamatave, n. 1932)
- François Bazin, compositore francese (Marsiglia, n. 1816 - Parigi, † 1878)
- François Van Campenhout, compositore, tenore e direttore d'orchestra belga (Bruxelles, n. 1779 - Bruxelles, † 1848)
- François Chauvon, compositore francese (Francia, n. 1700 - † 1740)
- François Colin de Blamont, compositore francese (Versailles, n. 1690 - Versailles, † 1760)
- François Couperin, compositore, clavicembalista e organista francese (Parigi, n. 1668 - Parigi, † 1733)
- François Devienne, compositore, flautista e fagottista francese (Joinville, n. 1759 - Charenton-Saint-Maurice, † 1803)
- François Du Bois, compositore, batterista e musicista francese (La Charité-sur-Loire)
- François Francœur, compositore, direttore d'orchestra e violinista francese (Parigi, n. 1698 - Parigi, † 1787)
- François Giroust, compositore francese (Parigi, n. 1737 - Versailles, † 1799)
- François Rebel, compositore e violinista francese (Parigi, n. 1701 - Parigi, † 1775)

## Condottieri(1)
- François de La Noue, condottiero e scrittore francese (Bourgneuf-en-Retz, n. 1531 - Moncontour, † 1591)

## Criminali(1)
- François Spirito, criminale italiano (Itri, n. 1900 - Tolone, † 1967)

## Cuochi(2)
- François Pierre de La Varenne, cuoco e scrittore francese (Digione, n. 1618 - Digione, † 1678)
- François Vatel, cuoco e pasticciere francese (Tournai, n. 1631 - Chantilly, † 1671)

## Danzatori(1)
- François Alu, ballerino francese (Saint-Doulchard, n. 1993)

## Dermatologi(1)
- François Henri Hallopeau, dermatologo francese (Parigi, n. 1842 - Parigi, † 1919)

## Diplomatici(9)
- François de Barthélemy, diplomatico e politico francese (Aubagne, n. 1747 - Parigi, † 1830)
- François Cacault, diplomatico, politico e collezionista d'arte francese (Nantes, n. 1743 - Clisson, † 1805)
- François Charles-Roux, diplomatico francese (Marsiglia, n. 1879 - Parigi, † 1961)
- François Delattre, diplomatico e ambasciatore francese (Saint-Marcellin, n. 1963)
- François Christophe Edmond Kellermann, diplomatico e politico francese (Parigi, n. 1802 - Parigi, † 1868)
- François Georges-Picot, diplomatico francese (Parigi, n. 1870 - Parigi, † 1951)
- François Pouqueville, diplomatico, scrittore e storico francese (Le Merlerault, n. 1770 - Parigi, † 1838)
- François de Selys Longchamps, diplomatico belga (Waremme, n. 1910 - Villers-la-Ville, † 1983)
- François Seydoux de Clausonne, diplomatico francese (Berlino, n. 1905 - † 1981)

## Direttori d'orchestra(1)
- François Ruhlmann, direttore d'orchestra belga (Bruxelles, n. 1868 - Parigi, † 1948)

## Direttori della fotografia(1)
- François Catonné, direttore della fotografia francese (Parigi, n. 1944)

## Dirigenti d'azienda(1)
- Didier Menard, dirigente d'azienda e ex calciatore haitiano (n. 1972)

## Dirigenti sportivi(2)
- François Amégasse, dirigente sportivo e ex calciatore gabonese (n. 1965)
- Frantz Reichel, dirigente sportivo, giornalista e rugbista a 15 francese (Parigi, n. 1871 - Parigi, † 1932)

## Disc jockey(1)
- François Kevorkian, disc jockey francese (Rodez, n. 1954)

## Disegnatori(1)
- François Aimé Louis Dumoulin, disegnatore, pittore e incisore svizzero (Vevey, n. 1753 - Vevey, † 1834)

## Drammaturghi(6)
- François Billetdoux, drammaturgo francese (Parigi, n. 1927 - Parigi, † 1991)
- François de Curel, drammaturgo e scrittore francese (Metz, n. 1854 - Parigi, † 1928)
- François Hédelin, drammaturgo e scrittore francese (Parigi, n. 1604 - Nemours, † 1676)
- François Benoît Hoffmann, drammaturgo e librettista francese (Nancy, n. 1760 - Parigi, † 1828)
- François-Joseph de Chancel, drammaturgo e scrittore francese (Razac-sur-l'Isle, n. 1677 - Razac-sur-l'Isle, † 1758)
- François Ponsard, drammaturgo francese (Vienna, n. 1814 - Parigi, † 1867)

## Ebraisti(1)
- François Vatable, ebraista e teologo francese (Gamaches - Parigi, † 1547)

## Economisti(6)
- François Grin, economista svizzero (n. 1959)
- François Morin, economista e saggista francese (Parigi, n. 1945)
- François Perroux, economista francese (Lione, n. 1903 - Stains, † 1987)
- François Quesnay, economista, medico e naturalista francese (Méré, n. 1694 - Versailles, † 1774)
- François Simiand, economista francese (Gières, n. 1873 - Saint-Raphaël, † 1935)
- François Véron Duverger de Forbonnais, economista francese (n. 1722 - † 1800)

## Egittologi(3)
- François Chabas, egittologo francese (Briançon, n. 1817 - Versailles, † 1882)
- François Daumas, egittologo francese (Castelnau-le-Lez, n. 1915 - Castelnau-le-Lez, † 1984)
- Auguste Mariette, egittologo francese (Boulogne-sur-Mer, n. 1821 - Bulaq, † 1881)

## Erpetologi(1)
- François Mocquard, erpetologo francese (n. 1834 - † 1917)

## Esploratori(3)
- François Leguat, esploratore e naturalista francese (Londra, † 1735)
- François Levaillant, esploratore e ornitologo francese (Paramaribo, n. 1753 - Sézanne, † 1824)
- François Thijssen, esploratore olandese († 1638)

## Filantropi(1)
- François Sabatier, filantropo, letterato e traduttore francese (Montpellier, n. 1818 - Lunel-Viel, † 1891)

## Filologi(2)
- François du Jon, filologo tedesco (Heidelberg, n. 1591 - Windsor, † 1677)
- François Masai, filologo e storico belga (Charleroi, n. 1909 - Schaerbeek, † 1979)

## Filosofi(7)
- François Bernier, filosofo, medico e viaggiatore francese (Joué-Étiau, n. 1620 - Parigi, † 1688)
- François Châtelet, filosofo francese (Parigi, n. 1925 - Garches, † 1985)
- Charles Fourier, filosofo francese (Besançon, n. 1772 - Parigi, † 1837)
- François Jullien, filosofo, grecista e sinologo francese (Embrun, n. 1951)
- François Poullain de La Barre, filosofo e scrittore francese (Parigi, n. 1647 - Ginevra, † 1726)
- François Zourabichvili, filosofo francese (Poitiers, n. 1965 - Parigi, † 2006)
- François de La Mothe Le Vayer, filosofo, scrittore e letterato francese (Parigi, n. 1588 - Parigi, † 1672)

## Fisici(2)
- François Englert, fisico belga (Etterbeek, n. 1932)
- François Euvé, fisico, teologo e scrittore francese (n. 1954)

## Fisiologi(2)
- François Achille Longet, fisiologo e anatomista francese (Saint-Germain-en-Laye, n. 1811 - Bordeaux, † 1871)
- François Magendie, fisiologo francese (Bordeaux, n. 1783 - Sannois, † 1855)

## Flautisti(1)
- François Borne, flautista e compositore francese (n. 1840 - † 1920)

## Fotografi(3)
- François Kollar, fotografo francese (Senec, n. 1904 - Créteil, † 1979)
- François Nars, fotografo e truccatore francese (Tarbes, n. 1959)
- François Tuefferd, fotografo e gallerista francese (Montbéliard, n. 1912 - Fontenay-lès-Briis, † 1996)

## Fumettisti(4)
- François Boucq, fumettista francese (Lilla, n. 1955)
- François Corteggiani, fumettista francese (Nizza, n. 1953 - Carpentras, † 2022)
- François Dimberton, fumettista, sceneggiatore e illustratore francese (Villeneuve-Saint-Georges, n. 1953)
- François Schuiten, fumettista e scenografo belga (Bruxelles, n. 1956)

## Funzionari(3)
- François Bigot, funzionario francese (Bordeaux, n. 1703 - Neuchâtel, † 1778)
- François Hollande, funzionario e politico francese (Rouen, n. 1954)
- François Thual, funzionario e politologo francese (Parigi, n. 1944 - Orange, † 2024)

## Galleristi(1)
- François Mathey, gallerista francese (Ronchamp, n. 1917 - Coulommiers, † 1993)

## Generali(23)
- François Achille Bazaine, generale francese (Versailles, n. 1811 - Madrid, † 1888)
- François de Créquy, generale francese (Parigi, n. 1625 - Parigi, † 1687)
- François Claude de Bouillé, generale francese (Cluzel-San-Èble, n. 1739 - Londra, † 1800)
- François Certain de Canrobert, generale e senatore francese (Saint-Céré, n. 1809 - Parigi, † 1895)
- François Stanislas Crespin, generale francese (Parigi, n. 1810 - Parigi, † 1877)
- François Ignace Ervoil d'Oyré, generale francese (Sedan, n. 1739 - Warcq, † 1799)
- François Thomas Galbaud-Dufort, generale francese (Nantes, n. 1743 - Il Cairo, † 1801)
- François Auguste Goze, generale francese (Metz, n. 1810 - Lay-Saint-Christophe, † 1893)
- Louis de Grandmaison, generale francese (Le Mans, n. 1861 - Soissons, † 1915)
- François Augustin Reynier de Jarjayes, generale francese (Upaix, n. 1745 - Fontenay-aux-Roses, † 1822)
- François Christophe Kellermann, generale e politico francese (Strasburgo, n. 1735 - Parigi, † 1820)
- François Étienne Kellermann, generale francese (Metz, n. 1770 - Parigi, † 1835)
- François Philippe de Latour-Foissac, generale e ingegnere francese (Minfeld, n. 1750 - Hacqueville, † 1804)
- François Joseph Lefebvre, generale francese (Rouffach, n. 1755 - Parigi, † 1820)
- François Denys Légitime, generale e politico haitiano (Jérémie, n. 1841 - Port-au-Prince, † 1935)
- François Charles Octave Martenot de Cordoue, generale francese (Mézières, n. 1813 - Colmar, † 1868)
- François Jean Baptiste Quesnel, generale francese (Saint-Germain-en-Laye, n. 1765 - Avranches, † 1819)
- François Roguet, generale francese (Tolosa, n. 1770 - Parigi, † 1846)
- François Eugène Sanglé-Ferrière, generale francese (Clamecy, n. 1815 - Clamecy, † 1879)
- François Xavier de Schwarz, generale francese (Hernwiess, n. 1762 - Sainte-Ruffine, † 1826)
- François de Neufville de Villeroy, generale francese (Lione, n. 1644 - Parigi, † 1730)
- François Watrin, generale francese (Beauvais, n. 1772 - Port-au-Prince, † 1802)
- François-Joseph Westermann, generale francese (Molsheim, n. 1751 - Parigi, † 1794)

## Geologi(2)
- François Sulpice Beudant, geologo, chimico e mineralogista francese (Parigi, n. 1787 - Parigi, † 1850)
- François Bordes, geologo, archeologo e scrittore di fantascienza francese (Rives, n. 1919 - Tucson, † 1981)

## Gesuiti(6)
- François d'Aix de La Chaise, gesuita francese (Château d'Aix, n. 1624 - Parigi, † 1709)
- François Annat, gesuita francese (Estaing, n. 1590 - Parigi, † 1670)
- François Le Mercier, gesuita francese (Parigi, n. 1604 - Martinica, † 1690)
- François Roustang, gesuita e psicoanalista francese (Loisey-Culey, n. 1923 - Parigi, † 2016)
- François Varillon, gesuita e scrittore francese (Bron, n. 1905 - Lione, † 1978)
- François Xavier d'Entrecolles, gesuita francese (Francia, n. 1664 - Pechino, † 1741)

## Ginnasti(4)
- Noël Bas, ginnasta francese (n. 1877 - † 1960)
- François Claessens, ginnasta belga (n. 1897 - † 1971)
- François Gangloff, ginnasta francese (n. 1898 - † 1979)
- François Gibens, ginnasta belga (n. 1896 - † 1961)

## Giornalisti(2)
- François de Closets, giornalista e scrittore francese (Enghien-les-Bains, n. 1933)
- François Fejtő, giornalista e politologo ungherese (Nagykanizsa, n. 1909 - Parigi, † 2008)

## Giuristi(10)
- François Baudouin, giurista, teologo e umanista francese (Arras, n. 1520 - Parigi, † 1573)
- François Douaren, giurista francese (vicino a Saint-Brieuc, n. 1509 - Bourges, † 1559)
- François Florent, giurista francese (Arnay-le-Duc, n. 1590 - Orléans, † 1650)
- François Gény, giurista francese (Baccarat, n. 1861 - Nancy, † 1959)
- François Hotman, giurista francese (n. 1524 - † 1590)
- François Laurent, giurista e storico belga (Lussemburgo, n. 1810 - Gand, † 1887)
- François de Menthon, giurista e politico francese (Montmirey-la-Ville, n. 1900 - Annecy, † 1984)
- François de Montholon, giurista e politico francese (Autun - Villers-Cotterêts, † 1543)
- François Denis Tronchet, giurista e politico francese (Parigi, n. 1726 - Parigi, † 1806)
- François de Connan, giurista francese (Parigi, n. 1508 - Parigi, † 1551)

## Grecisti(1)
- François Chamoux, grecista e archeologo francese (Mirecourt, n. 1915 - Parigi, † 2007)

## Imprenditori(5)
- Paul Barbe, imprenditore e politico francese (Nancy, n. 1836 - IX arrondissement di Parigi, † 1890)
- François Blanc, imprenditore, scrittore e mecenate francese (Courthézon, n. 1806 - Leukerbad, † 1877)
- François Hennebique, imprenditore francese (Neuville-Saint-Vaast, n. 1842 - Parigi, † 1921)
- François Perrodo, imprenditore e pilota automobilistico francese (Singapore, n. 1977)
- François Pinault, imprenditore, collezionista d'arte e filantropo francese (Les Champs-Géraux, n. 1936)

## Incisori(2)
- François-Robert Ingouf, incisore francese (Parigi, n. 1747 - Parigi, † 1812)
- François de Poilly, incisore francese (Abbeville, n. 1623 - Parigi, † 1693)

## Informatici(1)
- François Gernelle, informatico francese (n. 1944)

## Ingegneri(9)
- François Andreossy, ingegnere francese (Parigi, n. 1633 - Castelnaudary, † 1688)
- François de Chasseloup-Laubat, ingegnere e militare francese (Saint-Sornin, n. 1754 - Parigi, † 1833)
- François Cosserat, ingegnere e matematico francese (Douai, n. 1852 - † 1914)
- François Denhaut, ingegnere e aviatore francese (Peyrudes, n. 1877 - Bellegarde-en-Marche, † 1952)
- François Jacques de Larderel, ingegnere, imprenditore e nobile francese (Vienne, n. 1790 - Firenze, † 1858)
- François Le Lionnais, ingegnere, matematico e scrittore francese (Parigi, n. 1901 - Boulogne-Billancourt, † 1984)
- François Massieu, ingegnere francese (Vatteville, n. 1832 - Parigi, † 1896)
- François Romain, ingegnere e architetto fiammingo (Gand, n. 1646 - Parigi, † 1737)
- Théophile Seyrig, ingegnere belga (Berlino, n. 1843 - † 1923)

## Insegnanti(2)
- François Ravaillac, insegnante e criminale francese (Touvre, n. 1578 - Parigi, † 1610)
- François Tombalbaye, insegnante, sindacalista e politico ciadiano (Bessada, n. 1918 - N'Djamena, † 1975)

## Inventori(1)
- Aimé Argand, inventore e chimico svizzero (Ginevra, n. 1750 - Londra, † 1803)

## Liutai(1)
- François Gaviniès, liutaio francese (Bordeaux, n. 1683 - Parigi, † 1772)

## Matematici(7)
- François d'Aguilon, matematico, fisico e architetto belga (Bruxelles, n. 1567 - Anversa, † 1617)
- François Arago, matematico, fisico e astronomo francese (Estagel, n. 1786 - Parigi, † 1853)
- François Daviet de Foncenex, matematico e militare italiano (Thonon-les-Bains, n. 1734 - Casale Monferrato, † 1798)
- François Jacquier, matematico e fisico francese (Vitry-le-François, n. 1711 - Roma, † 1788)
- Édouard Lucas, matematico francese (Amiens, n. 1842 - Parigi, † 1891)
- François Peyrard, matematico, traduttore e bibliotecario francese (Saint-Victor-Malescours, n. 1760 - Parigi, † 1822)
- François Viète, matematico e politico francese (Fontenay-le-Comte, n. 1540 - Parigi, † 1603)

## Medaglisti(1)
- François Briot, medaglista e incisore francese (Damblain, n. 1550 - Montbéliard, † 1616)

## Medici(6)
- François Broussais, medico francese (Saint-Malo, n. 1772 - Vitry-sur-Seine, † 1838)
- François Fulgis Chevallier, medico e botanico francese (n. 1796 - † 1840)
- François Simon Cordier, medico e botanico francese (n. 1797 - † 1874)
- François Gigot de La Peyronie, medico francese (Montpellier, n. 1678 - Versailles, † 1747)
- François Louis Parisel, medico francese (Lione, n. 1841 - Newark, † 1877)
- François Boissier de Sauvages de Lacroix, medico e botanico francese (Alès, n. 1706 - † 1767)

## Mercanti(1)
- François Clary, mercante francese (Marsiglia, n. 1725 - Marsiglia, † 1794)

## Militari(17)
- Joseph Bara, militare francese (Palaiseau, n. 1779 - Jallais, † 1793)
- François de Bassompierre, militare e diplomatico francese (Haroué, n. 1579 - Provins, † 1646)
- François Bertrand, militare francese (Voisey, n. 1823 - Le Havre, † 1878)
- François de Châtillon, militare francese (Châtillon-Coligny, n. 1557 - Châtillon-Coligny, † 1591)
- François de Franquetot de Coigny, militare francese (Coigny, n. 1670 - Parigi, † 1759)
- François de Coligny d'Andelot, militare francese (Châtillon-sur-Loing, n. 1520 - Saintes, † 1569)
- François Drogou, militare francese (Bohars, n. 1904 - Isole Kerkenna, † 1940)
- François Fulconis, militare (Scarena, n. 1760 - Nizza, † 1799)
- François de Bonne de Lesdiguières, militare francese (Saint-Bonnet-en-Champsaur, n. 1543 - Valence, † 1626)
- François Levasseur, militare e politico francese (Cogners - Tortuga, † 1652)
- François Joseph Didier Liedot, militare e ingegnere francese (Metz, n. 1773 - Mosca, † 1812)
- François Motier conte di Lafayette, militare francese
- François Pajot, militare francese (Saint-Gervais, n. 1761 - Le Poiré-sur-Vie, † 1795)
- François Sevez, militare francese (Chambéry, n. 1891 - Ichenheim, † 1948)
- François Tamisier, militare e politico francese (Lons-le-Saunier, n. 1809 - Parigi, † 1880)
- François Adrien Toulan, militare francese (n. 1761 - Parigi, † 1794)
- François Oscar de Négrier, militare francese (Belfort, n. 1839 - Norvegia, † 1913)

## Miniatori(1)
- Maître François, miniatore francese

## Missionari(1)
- François Dollier de Casson, missionario francese (Casson, n. 1636 - Montréal, † 1701)

## Monaci cristiani(2)
- Dom Bedos de Celles, monaco cristiano, organaro e organista francese (Caux, n. 1709 - Abbazia di Saint-Denis, † 1779)
- François Du Puy, monaco cristiano, teologo e giurista francese (Saint-Bonnet-le-Château, n. 1450 - Grande Chartreuse, † 1521)

## Montatori(1)
- François Gédigier, montatore francese (Parigi, n. 1957)

## Musicisti(1)
- François de Roubaix, musicista e compositore francese (Neuilly-sur-Seine, n. 1939 - Tenerife, † 1975)

## Musicologi(1)
- François Bernard Mâche, musicologo e compositore francese (Clermont-Ferrand, n. 1935)

## Naturalisti(5)
- François Péron, naturalista e esploratore francese (n. 1775 - † 1810)
- François Pollen, naturalista olandese (Rotterdam, n. 1842 - L'Aia, † 1886)
- François Désiré Roulin, naturalista, medico e illustratore francese (Rennes, n. 1796 - Parigi, † 1874)
- François W.C. Trafford, naturalista e scrittore britannico (Napoli, n. 1821)
- Francis de Laporte de Castelnau, naturalista, entomologo e esploratore francese (Londra, n. 1810 - Melbourne, † 1880)

## Nobili(11)
- François Baron de Tott, nobile francese (Chamigny, n. 1733 - Ungheria, † 1793)
- François de Beauharnais, nobile e ufficiale francese (Rochefort, n. 1714 - Saint-Germain-en-Laye, † 1800)
- François III Bouchard d'Aubeterre, nobile francese (n. 1522 - † 1573)
- Marc de Beauvau, principe di Craon, nobile e politico francese (Nancy, n. 1679 - Haroué, † 1754)
- François Victor Masséna, nobile e ornitologo francese (n. 1799 - † 1863)
- François de Montlezun, nobile e militare francese (Guascogna - Parigi, † 1697)
- François de Montmorency, nobile e militare francese (Castello d'Écouen, n. 1530 - Castello d'Écouen, † 1579)
- François-Joseph-Philippe de Riquet, nobile francese (Parigi, n. 1771 - Tolosa, † 1843)
- François de Rohan, nobile francese (n. 1630 - Parigi, † 1712)
- François XIII de La Rochefoucauld, nobile, militare e politico francese (Parigi, n. 1765 - Parigi, † 1848)
- François de Pontbriand, nobile francese (Pleurtuit - † 1521)

## Oboisti(1)
- François Leleux, oboista francese (Croix, n. 1971)

## Organisti(2)
- François Benoist, organista e compositore francese (Nantes, n. 1794 - Parigi, † 1878)
- François Roberday, organista e compositore francese (Parigi, n. 1624 - Auffargis, † 1680)

## Orientisti(1)
- François Gonon, orientista francese (Saint-Étienne, n. 1979)

## Ottici(1)
- François de Baillou, ottico francese (n. 1700 - † 1774)

## Pallanuotisti(2)
- François Désbonnet, pallanuotista francese (Tourcoing, n. 1920 - Saint-Lunaire, † 2003)
- François Maesschalck, pallanuotista belga (Bruxelles, n. 1921)

## Pallavolisti(1)
- François Lecat, pallavolista belga (Bruxelles, n. 1993)

## Pattinatori di short track(2)
- François Drolet, ex pattinatore di short track canadese (n. 1972)
- François Hamelin, pattinatore di short track canadese (Lévis, n. 1986)

## Pianisti(1)
- Francy Boland, pianista, compositore e arrangiatore belga (6 novembre - Ginevra, † 2005)

## Piloti automobilistici(3)
- François Cevert, pilota automobilistico francese (Parigi, n. 1944 - Watkins Glen, † 1973)
- François Migault, pilota automobilistico francese (Le Mans, n. 1944 - Parigné-l'Évêque, † 2012)
- François Picard, pilota automobilistico francese (Villefranche-sur-Saône, n. 1921 - Nizza, † 1996)

## Piloti di rally(3)
- François Chatriot, pilota di rally francese (Parigi, n. 1952)
- François Delecour, pilota di rally francese (Hazebrouck, n. 1962)
- François Duval, pilota di rally e ex copilota di rally belga (Chimay, n. 1980)

## Pionieri dell'aviazione(2)
- Francisque Arban, pioniere dell'aviazione francese (Lione, n. 1815 - Mar Mediterraneo, † 1849)
- François Laurent d'Arlandes, pioniere dell'aviazione francese (Château de Saleton, n. 1742 - Château de Saleton, † 1809)

## Pirati(1)
- François Grognier, pirata francese (Francia - Guayaquil, † 1687)

## Pistard(1)
- François Pervis, ex pistard francese (Château-Gontier, n. 1984)

## Pittori(30)
- François Pierre Barry, pittore francese (Marsiglia, n. 1813 - Saint-Laurent-du-Var, † 1905)
- François Bonnemer, pittore, disegnatore e incisore francese (Falaise, n. 1638 - Parigi, † 1689)
- François Bonneville, pittore, designer e incisore francese (Bacqueville-en-Caux, n. 1755 - Parigi, † 1844)
- François Bonvin, pittore francese (Vaugirard, n. 1817 - Saint-Germain-en-Laye, † 1887)
- François Boucher, pittore francese (Parigi, n. 1703 - Parigi, † 1770)
- François Bouchot, pittore e incisore francese (Parigi, n. 1800 - Parigi, † 1842)
- François Chifflart, pittore e incisore francese (Saint-Omer, n. 1825 - Parigi, † 1901)
- François Clouet, pittore francese (Tours, n. 1515 - Parigi, † 1572)
- François De Fossa, pittore e ufficiale francese (Parigi, n. 1861 - † 1936)
- François Dubois, pittore francese (Amiens, n. 1529 - Ginevra, † 1584)
- François Dubois, pittore francese (Parigi, n. 1790 - Parigi, † 1871)
- François Dumont, pittore e miniaturista francese (Lunéville, n. 1751 - Parigi, † 1831)
- François Flameng, pittore e incisore francese (Parigi, n. 1856 - Parigi, † 1923)
- François Gall, pittore francese (Kolozsvár, n. 1912 - Parigi, † 1987)
- François Gérard, pittore francese (Roma, n. 1770 - Parigi, † 1837)
- Nicolas Gosse, pittore francese (Parigi, n. 1787 - Soncourt-sur-Marne, † 1878)
- François Guiguet, pittore francese (Corbelin, n. 1860 - Corbelin, † 1937)
- François Lemoyne, pittore francese (Parigi, n. 1688 - Parigi, † 1737)
- François Émile Michel, pittore, critico d'arte e storico dell'arte francese (Metz, n. 1828 - Parigi, † 1909)
- François Nardi, pittore francese (Nizza, n. 1861 - Tolone, † 1936)
- François Didier Nomé, pittore francese (Metz - Napoli, † 1624)
- François Perrier, pittore e incisore francese (Pontarlier, n. 1590 - Parigi, † 1650)
- François Quesnel, pittore e disegnatore francese (Edimburgo, n. 1573 - Parigi, † 1619)
- Paul Quinsac, pittore francese (Bordeaux, n. 1858 - Bordeaux, † 1929)
- François Topino-Lebrun, pittore e rivoluzionario francese (Marsiglia, n. 1764 - Parigi, † 1801)
- François Tortebat, pittore e incisore francese (Parigi, n. 1616 - Parigi, † 1690)
- François de Troy, pittore francese (Tolosa, n. 1645 - Parigi, † 1730)
- François Watteau, pittore francese (Valenciennes, n. 1758 - Lilla, † 1823)
- François Willème, pittore, scultore e fotografo francese (Sedan, n. 1830 - Roubaix, † 1905)
- François Nicolas de Bar, pittore francese (Bar-le-Duc, n. 1632 - Roma, † 1695)

## Poeti(8)
- François Le Métel de Boisrobert, poeta e drammaturgo francese (Caen, n. 1592 - Parigi, † 1662)
- François de Cauvigny de Colomby, poeta e oratore francese (Caen, n. 1588 - † 1648)
- François Coppée, poeta, drammaturgo e scrittore francese (Parigi, n. 1842 - Parigi, † 1908)
- François de Malherbe, poeta e scrittore francese (Caen, n. 1555 - Parigi, † 1628)
- François Maynard, poeta e scrittore francese (Tolosa, n. 1582 - Aurillac, † 1646)
- François Turner, poeta e traduttore francese (n. 1955)
- François Villon, poeta francese (Parigi, n. 1431)
- François d'Arbaud de Porchères, poeta francese (Brignoles, n. 1590 - Senevoy, † 1640)

## Politici(39)
- François Alfonsi, politico francese (Ajaccio, n. 1953)
- Emmanuel Arago, politico francese (Parigi, n. 1812 - Parigi, † 1896)
- François Barbé-Marbois, politico francese (Metz, n. 1745 - Parigi, † 1837)
- François Baroin, politico francese (Parigi, n. 1965)
- François Bayrou, politico e saggista francese (Bordères, n. 1951)
- François Bonneau, politico francese (Amilly, n. 1953)
- François Bozizé, politico centrafricano (Mouila, n. 1946)
- François Braun, politico francese (Belfort, n. 1962)
- François Briatte, politico svizzero (Losanna, n. 1805 - Losanna, † 1877)
- François Buzot, politico e rivoluzionario francese (Évreux, n. 1760 - Saint-Émilion, † 1794)
- François Couchepin, politico svizzero (Martigny, n. 1935 - Losanna, † 2023)
- Lode Craeybeckx, politico belga (Anversa, n. 1897 - Anversa, † 1976)
- François de Rugy, politico francese (Nantes, n. 1973)
- François Duprat, politico francese (Ajaccio, n. 1940 - Saint-Wandrille-Rançon, † 1978)
- François Duvalier, politico e medico haitiano (Port-au-Prince, n. 1907 - Port-au-Prince, † 1971)
- François Fillon, politico francese (Le Mans, n. 1954)
- François Fontan, politico e linguista francese (Parigi, n. 1929 - Cuneo, † 1979)
- Jules Grévy, politico francese (Mont-sous-Vaudrey, n. 1807 - Mont-sous-Vaudrey, † 1891)
- François Guizot, politico e storico francese (Nîmes, n. 1787 - Abbazia di Val-Richer, † 1874)
- François Hamille, politico e avvocato francese (Montreuil-sur-Mer, n. 1812 - Douai, † 1885)
- François Justin, politico francese (Chambéry, n. 1796 - Chambéry, † 1860)
- François Michel Le Tellier de Louvois, politico francese (Parigi, n. 1641 - Versailles, † 1691)
- François Victor Le Tonnelier de Breteuil, politico e nobile francese (Choisel, n. 1686 - Issy, † 1743)
- François Legault, politico e imprenditore canadese (Lachine, n. 1957)
- François Mitterrand, politico e partigiano francese (Jarnac, n. 1916 - Parigi, † 1996)
- François Ngeze, politico burundese (Isale, n. 1953)
- François Perravex, politico francese (Arbusigny - Mornex, † 1852)
- François Piétri, politico, storico e militare francese (Bastia, n. 1882 - Sartene, † 1966)
- Hippolyte Pissard, politico francese (Saint-Julien-en-Genevois, n. 1815 - Saint-Julien-en-Genevois, † 1898)
- François Vincent Raspail, politico e scienziato francese (Carpentras, n. 1794 - Arcueil, † 1878)
- Isaac de Rivaz, politico e inventore francese (Parigi, n. 1752 - Sion, † 1828)
- François Ruffin, politico, giornalista e regista francese (Calais, n. 1975)
- Frans Schollaert, politico belga (Lovanio, n. 1851 - Sainte-Adresse, † 1917)
- François Sublet de Noyers, politico e nobile francese (Le Mans, n. 1589 - Dangu, † 1645)
- François Leclerc du Tremblay, politico e religioso francese (Parigi, n. 1577 - Rueil, † 1638)
- François d'Aubert, politico francese (Boulogne-Billancourt, n. 1943)
- François Joseph Antoine de Hell, politico francese (Hirsingue, n. 1731 - Parigi, † 1794)
- François Alexandre Frédéric de La Rochefoucauld-Liancourt, politico, imprenditore e nobile francese (La Roche-Guyon, n. 1747 - Parigi, † 1827)
- François de La Rocque, politico francese (Lorient, n. 1885 - Parigi, † 1946)

## Poliziotti(1)
- François Desgrez, poliziotto francese

## Predicatori(1)
- Piet Paaltjens, predicatore, scrittore e poeta olandese (Leeuwarden, n. 1835 - Schiedam, † 1894)

## Presbiteri(11)
- François Barrois, presbitero francese
- François Bourgoing, presbitero francese (Parigi, n. 1585 - Parigi, † 1662)
- François de Camps, presbitero, numismatico e antiquario francese (Amiens, n. 1643 - † 1723)
- François Houtart, presbitero, teologo e sociologo belga (Bruxelles, n. 1925 - Quito, † 2017)
- François Laborde, presbitero e missionario francese (Parigi, n. 1927 - Calcutta, † 2020)
- François Marie Leroy, presbitero francese (Marsiglia, n. 1828 - Parigi, † 1905)
- François Libermann, presbitero francese (Saverne, n. 1802 - Parigi, † 1852)
- François Joseph Pey, presbitero francese (Solliès-Pont, n. 1759 - Parigi, † 1792)
- François Ponchaud, presbitero, missionario e scrittore francese (Sallanches, n. 1939 - Lauris, † 2025)
- François de Sagon, presbitero e poeta francese
- Bérenger Saunière, presbitero francese (Montazels, n. 1852 - Rennes-le-Château, † 1917)

## Profumieri(1)
- François Demachy, profumiere francese (Cannes, n. 1949)

## Psichiatri(1)
- François Tosquelles, psichiatra spagnolo (Reus, n. 1912 - Granges-sur-Lot, † 1994)

## Pubblicitari(1)
- François Barcelo, pubblicitario e scrittore canadese (Montréal, n. 1941 - † 2025)

## Rapper(1)
- Don Choa, rapper francese (Tolosa, n. 1974)

## Registi(9)
- François Dupeyron, regista e sceneggiatore francese (Tartas, n. 1950 - Parigi, † 2016)
- François Dupont-Midy, regista francese
- François Girard, regista, sceneggiatore e produttore teatrale canadese (Saint-Félicien, n. 1963)
- François Hanss, regista e sceneggiatore francese (n. 1960)
- François Leterrier, regista e attore francese (Margny-lès-Compiègne, n. 1929 - Parigi, † 2020)
- François Ozon, regista e sceneggiatore francese (Parigi, n. 1967)
- François Reichenbach, regista e sceneggiatore francese (Parigi, n. 1921 - Neuilly-sur-Seine, † 1993)
- François Truffaut, regista, sceneggiatore e produttore cinematografico francese (Parigi, n. 1932 - Neuilly-sur-Seine, † 1984)
- François Villiers, regista e sceneggiatore francese (Parigi, n. 1920 - Boulogne-Billancourt, † 2009)

## Registi teatrali(1)
- François Buloz, regista teatrale, scrittore e editore francese (Vulbens, n. 1803 - Parigi, † 1877)

## Religiosi(4)
- Tranquillo d'Orléans, religioso francese (n. 1644 - † 1709)
- François Geinoz, religioso e filologo classico svizzero (Bulle, n. 1696 - Parigi, † 1752)
- François Armand Gervaise, religioso francese (Parigi, n. 1660 - Talus-Saint-Prix, † 1751)
- François Aimé Pouget, religioso e teologo francese (Montpellier, n. 1666 - Parigi, † 1723)

## Rivoluzionari(2)
- François Chabot, rivoluzionario francese (Saint-Geniez-d'Olt, n. 1756 - Parigi, † 1794)
- François Hanriot, rivoluzionario e generale francese (Nanterre, n. 1761 - Parigi, † 1794)

## Rugbisti a 15(3)
- Faf de Klerk, rugbista a 15 sudafricano (Nelspruit, n. 1991)
- François Steyn, rugbista a 15 sudafricano (Aliwal North, n. 1987)
- François Trinh-Duc, rugbista a 15 francese (Montpellier, n. 1986)

## Saggisti(1)
- François Bréda, saggista, poeta e critico letterario rumeno (Deva, n. 1956 - Cluj-Napoca, † 2018)

## Schermidori(4)
- François Delibes, schermidore francese (Tolosa, n. 1873)
- François Heywaert, schermidore belga (Ixelles, n. 1925)
- François Rom, schermidore belga (Anversa, n. 1882 - † 1942)
- François Suchanecki, ex schermidore svizzero (n. 1949)

## Sciatori alpini(5)
- François Bonlieu, sciatore alpino francese (Juvincourt-et-Damary, n. 1937 - Nizza, † 1973)
- François Bourque, ex sciatore alpino canadese (New Richmond, n. 1984)
- François Jodoin, ex sciatore alpino e allenatore di sci alpino canadese (Sainte-Adèle, n. 1960)
- François Place, ex sciatore alpino e sciatore freestyle francese (Albertville, n. 1989)
- François Simond, ex sciatore alpino francese (Grenoble, n. 1969)

## Scrittori(20)
- François Augiéras, scrittore e pittore francese (Rochester, n. 1925 - Périgueux, † 1971)
- François Bégaudeau, scrittore francese (Luçon, n. 1971)
- François de Belleforest, scrittore e traduttore francese (Comminges, n. 1530 - Parigi, † 1583)
- François Bon, scrittore e traduttore francese (Luçon, n. 1953)
- François Brune, scrittore e religioso francese (Vernon, n. 1931 - Parigi, † 2019)
- François Béroalde de Verville, scrittore, poeta e umanista francese (Parigi, n. 1556 - Tours, † 1626)
- François Caradec, scrittore, biografo e fumettista francese (Quimper, n. 1924 - Parigi, † 2008)
- François Cavanna, scrittore e disegnatore francese (Parigi, n. 1923 - Créteil, † 2014)
- François Cheng, scrittore, poeta e traduttore cinese (Nanchang, n. 1929)
- François Coupry, scrittore francese (Hyères, n. 1947)
- François L'Hermite, scrittore e drammaturgo francese (Janaillat, n. 1601 - Parigi, † 1655)
- François de La Rochefoucauld, scrittore, filosofo e aforista francese (Parigi, n. 1613 - Parigi, † 1680)
- François Maspero, scrittore e traduttore francese (Parigi, n. 1932 - Parigi, † 2015)
- François Mauriac, scrittore, giornalista e drammaturgo francese (Bordeaux, n. 1885 - Parigi, † 1970)
- Maximilien Misson, scrittore e viaggiatore francese (Lione - † 1722)
- François Morlupi, scrittore italiano (Roma, n. 1983)
- François Nourissier, scrittore francese (Parigi, n. 1927 - Parigi, † 2011)
- François Rabelais, scrittore, umanista e medico francese (Chinon - Parigi, † 1553)
- François Sureau, scrittore, avvocato e funzionario francese (Parigi, n. 1957)
- François Weyergans, scrittore e regista belga (Etterbeek, n. 1941 - Parigi, † 2019)

## Scultori(10)
- François Gaspard Balthazar Adam, scultore francese (Nancy, n. 1710 - Parigi, † 1761)
- François Anguier, scultore francese (Eu, n. 1604 - Parigi, † 1669)
- François Devosge, scultore e pittore francese (Gray, n. 1732 - Digione, † 1811)
- François Dieussart, scultore fiammingo (Armentières - Londra, † 1661)
- François Duquesnoy, scultore fiammingo (Bruxelles, n. 1597 - Livorno, † 1643)
- François Jouffroy, scultore francese (Digione, n. 1806 - Laval, † 1882)
- François Lespingola, scultore francese (Joinville, n. 1644 - Parigi, † 1705)
- François Marchand, scultore francese (Orléans, n. 1500 - Parigi, † 1551)
- François Rude, scultore francese (Digione, n. 1784 - Parigi, † 1855)
- François Stahly, scultore francese (Costanza, n. 1911 - Meudon, † 2006)

## Sindacalisti(1)
- François Chérèque, sindacalista francese (Nancy, n. 1956 - Parigi, † 2017)

## Sociologi(1)
- François Bourricaud, sociologo francese (Saint-Martin-du-Bois, n. 1922 - Saint-Mandé, † 1991)

## Sollevatori(1)
- Frans De Haes, sollevatore belga (n. 1899 - † 1923)

## Storici(8)
- François Chausson, storico francese (n. 1966)
- François Crouzet, storico francese (Monts-sur-Guesnes, n. 1922 - Châtenay-Malabry, † 2010)
- François Dosse, storico e filosofo francese (n. 1950)
- François Duchesne, storico francese (Parigi, n. 1616 - † 1693)
- François Eudes de Mézeray, storico francese (Ri, n. 1610 - Parigi, † 1683)
- François Furet, storico francese (Parigi, n. 1927 - Tolosa, † 1997)
- François Louis Ganshof, storico belga (Bruges, n. 1895 - Woluwe-Saint-Pierre, † 1980)
- François Menant, storico francese (Les Sables-d'Olonne, n. 1948 - Parigi, † 2022)

## Storici dell'arte(1)
- François Bœspflug, storico dell'arte francese (n. 1945)

## Tennisti(2)
- François Blanchy, tennista francese (Bordeaux, n. 1886 - Saint-Jean-de-Luz, † 1960)
- François Jauffret, ex tennista francese (Bordeaux, n. 1942)

## Tenori(1)
- François Delsarte, tenore e insegnante francese (Solesmes, n. 1811 - Parigi, † 1871)

## Teologi(2)
- François Amiot, teologo francese (n. 1889 - † 1971)
- François Feuardent, teologo, predicatore e francescano francese (Coutances, n. 1539 - Parigi, † 1610)

## Terroristi(1)
- François Santoni, terrorista francese (Ajaccio, n. 1960 - Monacia d'Aullene, † 2001)

## Tipografi(1)
- François Foppens, tipografo belga (Bruxelles - Bruxelles, † 1686)

## Tiratori a segno(1)
- François Jacques Marie Gérard Lafortune, tiratore a segno belga (Visé, n. 1932 - † 2020)

## Tiratori di fune(1)
- François Van Hoorenbeek, tiratore di fune belga

## Triatleti(1)
- François Chabaud, triatleta francese (Salon-de-Provence, n. 1971)

## Trombettisti(1)
- François Dauverné, trombettista francese (Parigi, n. 1799 - Parigi, † 1874)

## Tuffatori(1)
- François Imbeau-Dulac, tuffatore canadese (Quebec, n. 1990)

## Velisti(2)
- Émile Billard, velista francese (Le Havre, n. 1852 - Le Havre, † 1930)
- François Vilamitjana, velista francese (Pau, n. 1846 - Parigi, † 1928)

## Vescovi cattolici(12)
- François Charrière, vescovo cattolico svizzero (Cerniat, n. 1893 - Friburgo, † 1976)
- François André Dejean, vescovo cattolico francese (Castelnaudary, n. 1748 - Nizza Monferrato, † 1822)
- François Eid, vescovo cattolico libanese (Mtolleh, n. 1943)
- François Jacolin, vescovo cattolico francese (Fontainebleau, n. 1950)
- François de Montmorency-Laval, vescovo cattolico e santo francese (Montigny-sur-Avre, n. 1623 - Québec, † 1708)
- François Xavier Nguyễn Quang Sách, vescovo cattolico vietnamita (Đà Nẵng, n. 1925 - Đà Nẵng, † 2013)
- François Xavier Nguyễn Văn Sang, vescovo cattolico vietnamita (Hanoi, n. 1931 - Thái Bình, † 2017)
- François de Noailles, vescovo cattolico e ambasciatore francese (Château de Noillac, n. 1519 - Bayonne, † 1585)
- François Pallu, vescovo cattolico e missionario francese (Tours, n. 1626 - Jiangsu, † 1684)
- François de Prez, vescovo cattolico svizzero († 1511)
- François Touvet, vescovo cattolico francese (Parigi, n. 1965)
- François-Charles de Velbruck, vescovo cattolico e nobile tedesco (Düsseldorf, n. 1719 - Tongeren, † 1784)

## Violinisti(3)
- François Duval, violinista e compositore francese (Parigi, n. 1672 - Versailles, † 1728)
- François Prume, violinista belga (Stavelot, n. 1816 - Stavelot, † 1849)
- François Sudre, violinista, compositore e teorico della musica francese (Albi, n. 1787 - Parigi, † 1862)

## Zoologi(2)
- François Marie Daudin, zoologo e naturalista francese (Parigi, n. 1776 - Parigi, † 1803)
- François de Sarre, zoologo tedesco (Dudweiler, n. 1947)

## Senza attività specificata(6)
- François de Baradas, francese (Borgogna, n. 1602 - Avignone, † 1684)
- François Musy, tecnico del suono svizzero (Ginevra, n. 1955 - † 2023)
- François Poisson, francese (n. 1684 - † 1754)
- François de Pâris, francese (Parigi, n. 1690 - Parigi, † 1727)
- François Just Marie Raynouard, tragediografo, avvocato e filologo francese (Brignoles, n. 1761 - Passy, † 1836)
- François Tourte, archettaio francese (n. 1747 - † 1835)